# Dulichius
Dulichius is een geslacht van wantsen uit de familie van de Alydidae (Kromsprietwantsen). Het geslacht werd voor het eerst wetenschappelijk beschreven door Stål in 1866.

## Soorten
Het genus bevat de volgende soorten:

- Dulichius baptisti Fernando, 1957
- Dulichius concolor Bergroth, 1912
- Dulichius cruszi Fernando, 1957
- Dulichius culani Fernando, 1957
- Dulichius gemellus Haglund, 1895
- Dulichius inflatus (Kirby, 1891)
- Dulichius katangensis Schouteden, 1913
- Dulichius macrocephalus Villiers, 1950
- Dulichius similis Linnavuori, 1987
- Dulichius sinhaladvipa Fernando, 1957
- Dulichius tambapanni Fernando, 1957
- Dulichius tanamalwila Fernando, 1957
- Dulichius thompsoni Distant, 1903
- Dulichius trispinosus Stål, 1866